# Докучаев-Басков, Карп Андреевич
Карп Андреевич Докучаев-Басков (23 мая [4 июня] 1849 — 9 апреля 1916) — российский краевед, историк, автор ряда исследований о православных монастырях Русского Севера.

## Биография
Родился в городе Каргополе Олонецкой губернии в крестьянской семье.
Трудовую деятельность начал учеником в беличьей мастерской.
В 1873 г. сдал экзамен на звание народного учителя, в 1875—1878 гг. — учитель земского одноклассного училища Пудожского уезда Олонецкой губернии.
Затем жил в С.-Петербурге, а в 1882 г. вернулся в Каргополь.
Написал более 40 работ по истории Поонежья на основе изучения архивных материалов монастырей Олонецкой губернии, в том числе «Чаженский раскольнический скит (1710—1854)», «Кенский монастырь, Пахомиева пустынь», «Емецкого волока Благовещенская убогая пустынь», «Водлозерская пустынь», «Из жизни каргопольских странников-бегунов» и др.
Свои статьи подписывал как "Народный учитель — «Мужик», «Каргопол», «Докучаев-Басков».
В 1871 г. переписал "Описание чудес, связанных с чудотворной иконой преподобного Макария Унженского и Желтоводского, хранившейся в Хергозерской пустыни.
Труд К. А. Докучаева-Баскова «Подвижники и монастыри Крайнего Севера» был выдвинут на 34-ю Уваровскую премию (1892 г.).
Член-сотрудник «Общества изучения Олонецкой губернии». Активно сотрудничал с изданиями «Олонецкие губернские ведомости», «Голос», «Гражданин», «Новостями», «Сыном Отечества», «Русской Жизни» и др.
Сын — Философ Карпович Докучаев-Басков — автор ряда краеведческих исследований, в том числе по истории Каргополя.

## Избранные произведения
- Докучаев-Басков К. А. Странническая секта в Каргопольских пределах Олонецкой губернии. / К. А. Докучаев-Басков // Истина. — Псков, 1878. — № 59. — С. 1-32; 1879. — № 61. — С. 33-71.
- Докучаев-Басков К. А. Отношение народа к школе // Русский начальный учитель. 1880. № 5-6. IV.
- Докучаев-Басков К. А. Съезд учителей Повенецкого уезда // Народное образование 1883. № 8-91.
- Докучаев-Басков К. А. Преподобный Диодор Юрьегорский и основанный им монастырь // Христианское чтение . 1885 . № 5-6 . С . 781.
- Докучаев-Басков К. А. Кодлозерская пустынь // Христианское чтение . 1885 . № 9-10.
- Докучаев-Басков К. А. Елгомская пустынь // Христианское чтение . 1886 . № 5-6.
- Докучаев-Басков К. А. Преподобные Олонецко-каргопольские чудотворцы. Преподобный Афанасий Сяндемский // Русский паломник. 1885. № 15-16.
- Докучаев-Басков К. А. Емецкаго волока Благовещенская убогая пустыня. // Христианское чтение Спб., 1885. Ч.2. С.226-227.
- Докучаев-Басков К. А. Преподобномученик Адриан Ондрусовский, основатель Ондрусо-Николаевской пустини // Русский паломник. 1886. № 21-22.
- Докучаев-Басков К. А. Кенский монастырь Пахомьева пустынь // Христианское чтение. 1887. № 7/8. С. 254—298; № 9/10. С. 477—517.
- Докучаев-Басков К. А. Важеезерская Задне-Никифоровская пустынь и её основатели преподобные Никифор и Геннадий // Русский паломник. 1888. № 5 и 6.
- Докучаев-Басков К. А. Подвижники и монастыри крайнего Севера. История Челменской пустыни // Христианское чтение. 1889. № 9/10.
- Докучаев-Басков К. А. (23.05.1849 — 09.04.1916)
- Памяти Аркадия бывшего архиепископа Олонецкого / Карп Докучаев-Басков. — [Спб.]: Тип. Ф. Елеонского и К°, 1889. — 11 с.
- Докучаев-Басков К. А. Сказание о преподобном отце нашем Никифоре // Русский паломник. 1889. № 49-51.
- Докучаев-Басков К. А. Своеобразные церковные праздники // Церковный вестник. 1890. № 16.
- Докучаев-Басков К. А. Подвижники и монастыри Крайнего Севера. Хергозерская, Макарьевская пустынь — Санкт-Петербург : Типография Ф. Елеонского и Ко, 1890. — 28 с.
- Докучаев-Басков К. А. Раскол в Каргопольском крае. / К. А. Докучаев-Басков // Живая старина. — 1892. — Вып.2 — С.154-164.
- Докучаев-Басков К. А. Преподобный Иона Климецкий и основанная им обитель // Русский паломник. 1894. № 13-14.
- Докучаев-Басков К. А. Поездка въ Челму // Русский паломник. 1897. № 21.
- Докучаев-Басков К. А. Преподобный Кирилл Челмский и основанная им обитель // Русский паломник. 1897. № 24.
- Докучаев-Басков К. А. Каргопольские «бегуны»: Краткий исторический очерк. / К. А. Докучаев-Басков // Олонецкий сборник. — Петрозаводск, 1902. — Вып.4. — С. 22-42.
- Докучаев-Басков К. А. Сказание о чудесах в Каргопольской Хергозерской пустыни от иконы преподобного Макария Унженского и Желтоводского // Чтения в Обществе истории и древностей российских. М., 1902. Кн. 3. Отдел 4. С. 4.
- Докучаев-Басков К. А. Записки рыболова: из этнографических наблюдений в Каргопольском уезде // Известия Архангельского общества изучения Русского Севера. Архангельск, 1912. № 22. С. 1023—1039.
- Докучаев-Басков К. А. Чаженский раскольнический скит (1710—1854 гг.) / Карп А. Докучаев-Басков. — Москва : Издательство Общества истории и древностей российских при Московском университете, 1912
- Докучаев-Басков К. А. «Строкина пустынь» и ее чернецы // Известия Общества изучения Олонецкой губернии. Петрозаводск, 1914. № 3.
- Докучаев-Басков К. А. Из жизни Каргопольских странников-бегунов. / К. А. Докучаев-Басков // Чтения в Императорском Обществе истории и древностей России при Московском университете. — 1913. — Кн. 3, отд. 4. — С. 14-27.
- Докучаев-Басков К. А. Путевые заметки: От Каргополя до Александро-Свирского монастыря и обратно // Известия Архангельского общества изучения Русского Севера. Архангельск, 1914. № 2. С. 49—58; № 3. С. 84-91; № 4. С. 107—122; № 5. С. 139—146; № 7. С. 198—205; № 9. С. 271—280; № 10. С. 307—315.
- Докучаев-Басков К. А. Из путешествия по Олонии: Пещеры (скрытники) и минер[альные] источники. / К. А. Докучаев-Басков // Известия Общества изучения Олонецкой губернии — 1914. — Т.4, № 8. — С. 131—139.